# Годованець Оксана Іванівна
Оксана Іванівна Годованець (22 травня 1982, м. Чернівці, Україна) – українська лікарка та науковиця у галузі дитячої стоматології, докторка медичних наук, професорка, завідувачка кафедри стоматології дитячого віку Буковинського державного медичного університету.

## Життєпис
Випускниця Чернівецького медичного ліцею №3. 
У 2004 році з відзнакою закінчила стоматологічний факультет Івано-Франківської державної медичної академії, 
У 2005 році – інтернатуру за спеціальністю “Дитяча стоматологія” при Івано-Франківському державному медичному університеті.
Із 2005 по 2008 рік працювала на посаді лікаря-стоматолога дитячого в Міській дитячій стоматологічній поліклініці м. Чернівці. 
Із 2008 року асистентка кафедри хірургічної та дитячої стоматології Буковинського державного медичного університету, а з 2010 року доцентка цієї кафедри. 
Із 2017 року завідувачка кафедри стоматології дитячого віку ВДНЗ України “Буковинський державний медичний університет”. 

## Наукові ступені та звання
Кандидат медичних наук зі спеціальності «Стоматологія» (2008),  доцент кафедри хірургічної та дитячої стоматології (2012), доктор медичних наук зі спеціальності «Стоматологія» (2016), професор кафедри стоматології дитячого віку (2019).

## Наукова діяльність
Наукові напрямки роботи: профілактика основних стоматологічних захворювань у дітей, розробка адаптованих програм профілактики; вивчення впливу ессенціальних та ксенобіотичних мікроелементів на морфо-функціональний стан тканин ротової порожнини; коморбідності стоматологічної та соматичної патологій у дітей; мезенхімальні стовбурові клітини одонтогенного походження, перспективи їх застосування в медицині.
У 2008 році захистила кандидатську дисертацію на тему “Особливості клінічного перебігу та лікування хронічного катарального гінгівіту в дітей, що проживають на територіях, забруднених нітратами (експериментально-клінічне дослідження)” зі спеціальності 14.01.22 “Стоматологія”.
У 2016 році захистила докторську дисертацію на тему “Оптимізація принципів діагностики, лікування та профілактики стоматологічних захворювань у дітей із супутньою патологією щитоподібної залози”, зі спеціальості 14.01.22 “Стоматологія”.
Авторка більше 270 наукових праць, у тому числі 3 монографій, 22 навчальних і навчально-методичних посібників, 13 патентів, 7 інформаційних листів, 6 нововведень та 1 методичних рекомендацій. Наукова керівниця 1 докторської, 7 кандидатських та 5 магістерських робіт. 
- Orcid  [Архівовано 8 червня 2022 у Wayback Machine.]

- Web of Science ResearcherID

Scopus Author ID: 57205579182

## Вибрані наукові праці
1. Godovanets OI, Kotelban AV, Hrynkevych L, Romaniuk DG, Fedoniuk LY. Potential Effectiveness of Poly-Vitamins and Probiotics among Preschool Children Living within Iodine Deficiency Territory to Caries Prevention. Pesquisa Brasileira em Odontopediatria e Clínica Integrada 2021; 21:e0167 10.1590/pboci.2021.028 ISSN 1519-0501 / eISSN 1983-4632
2. Godovanets OI, Popesku DG, Godovanets OS, Bezruk VV, Bezruk TO. Ефективність застосування пробіотика в комплексі лікування хронічного катарального гінгівіту в дітей. Запорізький медичний журнал. 2018;2 (107): 211-5. DOI: 10.14739/2310-1210.2018.02.125173
3. Godovanets Oksana I., Kotelban Anastasiia V., Moroz Petro V., Vitkovskyi Oleksandr O., Kitsak Tetiana S., Navolskyi Nazar M. Clinical and immunologic assessment of a complex of therapeutic-preventive measures concerning chronic catarrhal gingivitis in children with comorbid diabetes mellitus. Wiadomości Lekarskie. 2020;2:298-301. DOI: 10.36740/wlek202002117
4. Godovantes OI, Kitsak TS, Vitkovsky OO, Kuzniak LV, Godovantes OS , Chaikovska NM, Fedoniuk LY. The Influence of Diffuse Nontoxic Goiter on the State of Protective Mechanisms of the Oral Cavity in Children. Journal of Medicine and Life. 2020; 13(1):21-5. DOI: 10.25122/jml-2020-0013
5. Годованець ОІ, Кіцак ТС, Гальчук КЛ, Саука ОЕ. Одонтогенні стовбурові клітини та перспективи їх використання в практиці (Огляд літератури)  . Буковинський медичний вісник. 2021;4:117-122. DOI: 10.24061/2413-0737.xxv.4.100.2021.20      
6. Годованець ОІ, Котельбан АВ, Жирулик ЮМ. Молекулярно-генетичні детермінанти розвитку карієсу зубів. Медицина сьогодні і завтра. 2021;90(2):9c. https://doi.org/10.35339/msz.2021.90.2.gkz
7. Котельбан АВ, Годованець ОІ, Коваль ГД, Камишний ОМ. Особливості експресії мРНКTLR-2, TLR-4 епітелію ротової порожнини дітей, хворих на цукровий діабет. Запорізький медичний журнал. 2017; 3:310-3.DOI: 10.14739/2310-1210.2017.3.100798

## Громадська діяльність
- гарант Освітньо-наукової програми зі спеціальності «221 Стоматологія» Буковинського державного медичного університету;

- заступник голови Комітету фахової експертизи інтегрованого тестового іспиту «Крок 2. Стоматологія» за напрямком «Ортодонтія» та «Крок 3. Стоматологія» за напрямком «Дитяча стоматологія»;

- член редакційних колегій фахових науково-практичних журналів «Буковинський медичний вісник», «Неонаталогія, хірургія та перинатальна медицина», «Інновації в стоматології»;

- член Спеціалізованої вченої ради з присудження наукового ступеня доктора наук при Івано-Франківському національному медичному університеті;

- лікар вищої категорії за фахом «Дитяча стоматологія» та «Ортодонтія»;

- член Української асоціації профілактичної та дитячої стоматології;

- член Атестаційної лікарської комісії Департаменту охорони здоров’я Чернівецької обласної державної адміністрації зі спеціальності «Дитяча стоматологія»;

- член Мультидисциплінарних робочих груп з розробки галузевих стандартів медичної допомоги за темами «Дитяча стоматологія. Пульпіт гострий. Пульпіт хронічний. Пульпіт гнійний» та «Дитяча стоматологія. Гострий апікальний періодонтит  пульпарного походження. Хронічний апікальний періодонтит».

## Відзнаки
-       подяка Міністерства охорони здоров’я України (2020)
-       подяка Чернівецького міського голови (2019)
-       ювілейна відзнака Чернівецької обласної державної адміністрації «100 років Буковинському віче» (2018)
-       почесна грамота Чернівецької обласної ради (2015)
-       почесна грамота Чернівецької обласної державної адміністрації (2014)
-       подяки та грамоти Буковинського державного медичного університету (2009, 2010, 2011, 2012, 2018, 2020)